# Zoe Levin
Zoe Levin est une actrice américaine née le 24 novembre 1993, à Chicago, Etats-Unis.

## Biographie
Zoe Levin est née le 24 novembre 1993 à Chicago, États-Unis.
Elle a étudié à l'Université Loyola Marymount, à Los Angeles.

## Filmographie

### Cinéma

#### Longs métrages
- 2010 : Trust de David Schwimmer : Brittany
- 2013 : Cet été-là (The Way, Way Back) de Nat Faxon et Jim Rash : Steph
- 2013 : Palo Alto de Gia Coppola : Emily
- 2013 : Beneath the Harvest Sky d'Aron Gaudet et Gita Pullapilly : Tasha
- 2018 : Summer Days, Summer Nights (en) d'Edward Burns : Lydia
- 2019 : The Long Home de James Franco : Amber Rose

#### Courts métrages
- 2011 : Vacances à Hawaï (Hawaiian Vacation) de Gary Rydstrom : Une fille (voix)
- 2012 : Advantage : Weinberg de David Singer : Colleen O'Shaughnessy

#### Séries télévisées
- 2013 : Arrested Development : Une collégienne
- 2014 : Red Band Society : Kara Souders
- 2016 : Relationship Status : Libby
- 2018 / 2021 : Bonding : Tiffany
- 2022 : The White House Plumbers : Lisa Hunt